# Vefa Spor Kulübü
El Vefa Spor Kulübü és un club de futbol turc de la ciutat d'Istanbul. Juga a l'estadi Vefa.
El club va ser fundat el 1908 per estudiants del Liceu de Vefa, en el barri homònim i famós pel seu boza. Va jugar a primera divisió entre 1959-1963 i entre 1965-1974.
Vefa SK va pagar tots els deutes del poble del barri a un supermercat local, durant la pandèmia de COVID-19 en Turquia.